# K.H KAYSER
Kai Hermann Kayser（1972年—），是一个德國画家和设计师，是服装品牌Realmkayser的合夥创立人，並擔任艺术总监。出生於慕尼黑，目前居住在德国加尔米施-帕滕基兴和中国北京。
Kayser在西德长大，曾经在奥地利和西班牙学习。从1994年到2009年间，以艺术家以及设计师的身份在德国慕尼黑工作，在泰国曼谷也有一个工作室(2001年到2007年)。从2011年起，Kayser主要在中国北京工作。2014年4月，Kayser被安徽新华学院聘任为客座教授。

## 扩展阅读
- 我校举行Kai Kayser客座教授聘任仪式
- 德国艺术家凯撒“大逃脱”油画展在合肥举办 （页面存档备份，存于）